# Witold Brodziński
Witold  Brodziński (ur. 1948) – polski prawnik, nauczyciel akademicki, były prezes Konsystorza Kościoła Ewangelicko-Reformowanego w RP. 

## Życiorys
Jest absolwentem Wydziału Prawa i Administracji Uniwersytetu Łódzkiego, gdzie w 1980 roku uzyskał stopień doktora nauk prawnych w zakresie prawa. Pełni funkcję starszego wykładowcy Katedry Prawa Konstytucyjnego na tym wydziale. Był wieloletnim Prezesem Prezydium Synodu Kościoła Ewangelicko-Reformowanego w RP oraz wieloletnim prezesem Konsystorza. Publikował także w czasopiśmie ekumenicznym "Jednota". Jest związany z Parafią Ewangelicko-Reformowaną w Łodzi.
W kadencji 2016–2020 był zastępcą radcy świeckiego Konsystorza Kościoła Ewangelicko-Reformowanego w RP.